# Bosques templados de kauri de las Northlands
Los bosques templados de kauri de Northland son una ecorregión del norte de Nueva Zelanda, dentro del bioma de bosques templados de hoja ancha y mixtos.

## Ubicación y descripción
Esta ecorregión abarca el extremo norte de la Isla Norte. El paisaje es llano en comparación con la mayor parte de Nueva Zelanda e incluye las regiones de Northland, Auckland alrededor de la ciudad de Auckland y Waikato alrededor de la ciudad de Hamilton. Los árboles kauri se encuentran al norte de los 38°S. La región también incluye una serie de islas en alta mar y algunos de los pocos hábitats de humedales originales que quedan en Nueva Zelanda, como el Firth of Thames, y la cúpula de turba de Kopuatai y el humedal de Whangamarino en las llanuras de Hauraki. El clima es cálido y húmedo.

## Flora
Esta zona alberga una serie de plantas endémicas, especialmente en regiones de Northland como Cape Reinga y Te Paki, que a veces han quedado aisladas del resto de la isla por el alto nivel del mar. La ecorregión recibe su nombre por su especie endémica más notable, los impresionantes kauri del sur, que pueden alcanzar los 55 m de altura y 20 m de circunferencia y no tienen ramas inferiores, sino un largo tronco de hasta 30 m y una amplia copa. Hay pocas zonas todavía densamente cubiertas por el bosque de kauri que una vez dominó toda esta zona, pero los árboles son tan enormes que son la característica más notable incluso en los bosques donde están presentes en pequeño número. Gran parte del bosque de kauri ha sido talado para obtener madera y la tierra se ha convertido en agricultura. Esta región es el hábitat más meridional de los kauri y también de los manglares. Hay más especies endémicas en las islas de la costa, como las Islas de los Pobres Caballeros y las Islas de los Tres Reyes, que albergan plantas raras, como la única especie de Elingamita y otras como la Pennantia baylisiana y la vid de los Tres Reyes.

## Fauna
Los bosques albergan una serie de aves raras, como el kokako de la Isla Norte, en peligro de extinción, el kiwi marrón de la Isla Norte y tres loros endémicos: el periquito de corona roja, el kaka de Nueva Zelanda y el kakapo, este último sólo sobrevive en la Isla de la Pequeña Barrera. Entre los invertebrados que se encuentran en la región están la gran wētā y la wētā de las cuevas.

## Amenazas y preservación
Esta fértil zona ha sido durante mucho tiempo la más poblada de Nueva Zelanda y el bosque de kauri original ha sido eliminado en su mayor parte. La tala y la extracción de chicle que la provocaron han cesado y gran parte de los bosques de kauri que quedan están protegidos en la región de Northland y en la península de Coromandel. Los mayores rodales de kauri se encuentran en el bosque de Waipoua, con otra gran zona en el Parque Trounson Kauri, al sur de Aranga; ambas zonas están en la costa oeste de Northland.
La fauna de la región es vulnerable a los depredadores introducidos, como la rata polinesia, los hurones y los armiños, hasta el punto de que las poblaciones más fuertes que quedan de muchas plantas, aves y reptiles se encuentran en las islas de alta mar y no en la propia Isla Norte. Algunas especies de las islas del Norte se han introducido en las islas de ultramar como medida de conservación, mientras que otras especies que se encuentran allí son autóctonas de las islas pequeñas, como varios lagartos de las islas Mercurio y el eslizón de Falla de las islas de Tres King Islas.